# 国内競技連盟
国内競技連盟（こくないきょうぎれんめい、英：National Federations、 略称:NF）とは、各スポーツ競技について国内のスポーツを統轄する団体である。国内選手権などの国内競技大会を主催・運営し、国際大会への代表選手を選出・派遣したり、各競技の国内ルールを定めたり、スポーツを通しての相互理解や交流、親交を深めたりすることを目的としている。オリンピック周辺の世界では原則1国1競技または1国複数競技について1国内競技連盟とし、担当地域も国ではなく国内オリンピック委員会(NOC)の担当範囲となっている。別名中央競技団体（ちゅうおうきょうぎだんたい）、国内競技団体（こくないきょうぎだんたい）。

## 団体
- 日本

- イングランド
  - ザ・フットボール・アソシエーション
  - ラグビー・フットボール・ユニオン
  - イングランドアマチュアボクシング協会
- アイルランド
  - フットボール・アソシエーション・オブ・アイルランド
- フランス
  - フランスサッカー連盟
  - フランス柔道柔術剣道及び関連武道連盟
  - フランスバスケットボール連盟
  - フランスバレーボール連盟
  - フランス野球ソフトボール連盟
  - フランスラグビー連盟

他

## 主な複数競技を統括するNF
- 日本山岳・スポーツクライミング協会
  - 山岳
  - スポーツクライミング
  - スキー登山
- 日本ペタンク・ブール連盟
  - ペタンク
  - スポールブール
- 日本ボブスレー・リュージュ・スケルトン連盟
  - ボブスレー・スケルトン
  - リュージュ
- 日本近代五種・バイアスロン連合（～2011年4月1日）
  - 近代五種競技
  - バイアスロン
- フランス柔道柔術剣道及び関連武道連盟
  - 柔道
  - 柔術
  - 剣道
  - スポーツチャンバラ
  - なぎなた
  - 弓道